# Фервју (Џорџија)
Фервју (енгл. Fairview) насељено је место без административног статуса у америчкој савезној држави Џорџија.

## Демографија
По попису из 2010. године број становника је 6.769, што је 168 (2,5%) становника више него 2000. године.
| Група             | 2000.         | 2010.         |
| Белци             | 6.087 (92,2%) | 6.236 (92,1%) |
| Афроамериканци    | 342 (5,2%)    | 262 (3,9%)    |
| Азијати           | 32 (0,5%)     | 31 (0,5%)     |
| Хиспаноамериканци | 45 (0,7%)     | 90 (1,3%)     |
| Укупно            | 6.601         | 6.769         |